# Potoče, Šmohor - Preseško jezero
Potoče (nemško Potschach) je naselje občine Šmohor - Preseško jezero v okraju Šmohor na Koroškem v Avstriji.